# Цезарь и Клеопатра (пьеса)
«Цезарь и Клеопатра» (англ. Caesar and Cleopatra) — пьеса Бернарда Шоу, написанная в 1898 году и впервые поставленная на сцене в 1899 году. Входит в цикл из трёх пьес, которые автор иронически назвал «Пьесы для пуритан» (другие две пьесы цикла: «Ученик дьявола» и «Обращение капитана Брассбаунда»). Действие пьесы происходит в 48—47 годах до н. э. в Египте, куда Юлий Цезарь прибыл в ходе гражданской войны и включился как решающая сила в династический конфликт между Клеопатрой и её братом Птолемеем XIII.
Это одна из самых ярких пьес Бернарда Шоу, отмеченная захватывающим динамичным сюжетом, «великолепием языка», живыми характерами. В её постановках участвовали такие выдающиеся актёры, как Лоренс Оливье, Малкольм Кин, Вивьен Ли, Пегги Эшкрофт, Клод Рейнс, Ростислав Плятт. Неоднократно экранизирована.

## История написания и постановки

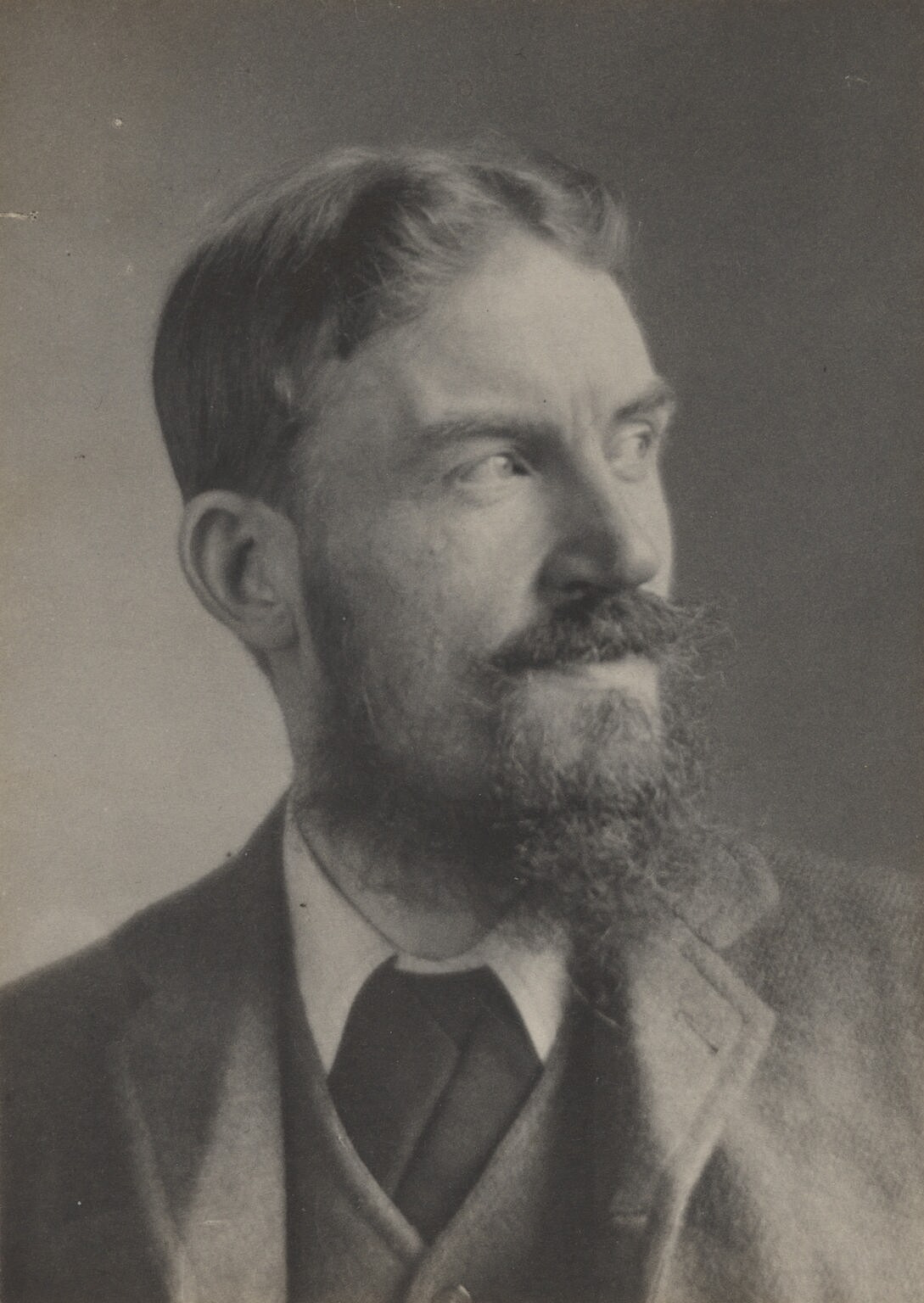
Бернард Шоу в 1894 году
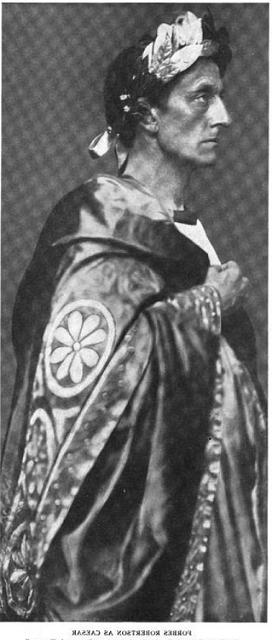
Джонстон Форбс-Робертсон в роли Цезаря, 1906
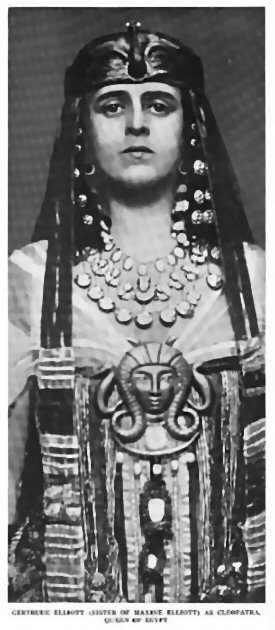
Гертруда Эллиот в роли Клеопатры, 1906

Пьеса была завершена в 1898 году, но её путь на сцену оказался неожиданно долгим. Формально первое (и тогда единственное) представление, с целью регистрации авторского права, состоялось в марте 1899 года на любительской сцене Ньюкасла. Главные роли автор предназначал Стелле Патрик Кэмпбелл и Джонстону Форбс-Робертсону, но из-за конфликта между этими актёрами английская премьера задержалась на девять лет: сыграли свою роль также техническая сложность и дороговизна постановки. Текст пьесы был впервые опубликован в авторском сборнике «Пьесы для пуритан» (1901 год).
Первая профессиональная постановка «Цезаря и Клеопатры» произошла в 1905 году в берлинском «Немецком театре» Макса Рейнхардта, затем последовала премьера в Нью-Йорке (осенью 1906 года). Только в сентябре 1907 года пьеса была представлена английской публике, причём сначала не в Лондоне, а в провинциальном Лидсе. В Лондоне спектакль был поставлен в театре Савой, Цезаря играл Форбс-Робертсон, Клеопатру — Гертруда Эллиот (Gertrude Elliot). В 1909 году «Цезарь и Клеопатра» была поставлена в московском Малом театре.
В 1912 году Шоу написал пролог к пьесе, фактически заменяющий авторское предисловие — в нём Шоу, устами египетского бога Ра, поясняет идейное назначение своей пьесы. В тексте пьесы также публикуется другой, театральный вариант пролога, иллюстрирующий драматическую историческую обстановку в Египте в момент вторжения римской армии. Экранизации пьесы обычно использовали второй вариант пролога.

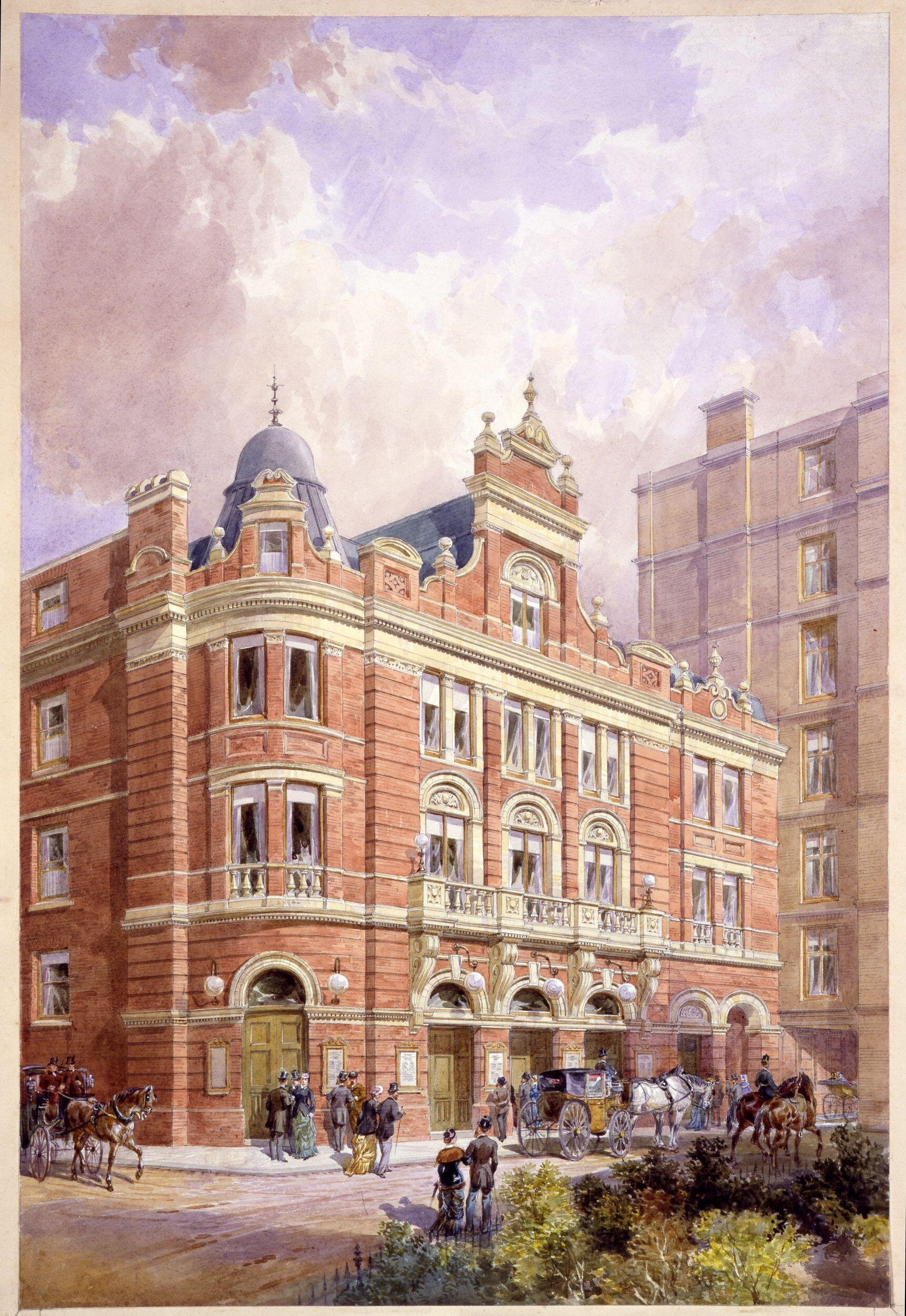
Театр Савой — место первой лондонской премьеры

## Основные действующие лица
- Юлий Цезарь, римский полководец, 50 лет.
- Клеопатра VII, египетская царица, 16 лет. Вначале — испуганная наивная девочка, в конце пьесы становится самоуверенной жестокой царицей. Шоу в одном из писем кратко характеризует её как «животное».
- Фтататита, нянька царицы.
- Руфий, римский офицер.
- Луций Септимий, римский солдат, убийца Помпея.
- Британ, бритт, секретарь Цезаря. Цезарь относится к нему иронически: «Он варвар и думает, что обычаи его племени и острова — законы природы».
- Аполлодор, молодой аристократ, художник-любитель.
- Птолемей, брат и муж Клеопатры, соперник в борьбе за египетский престол.
- Потин, опекун Птолемея.
- Теодот, наставник Птолемея.

## Сюжет
Пролог, Бернард Шоу написал два варианта пролога. В первом из них, более кратком, к зрителям обращается египетский бог Солнца Ра; в своей иронической речи он сравнивает Римскую и Британскую империи и предостерегает: «Остерегайтесь, дабы какой-нибудь маленький народ, который вы обратили в рабство, не поднялся и не обратился в руках богов в бич, что обрушится на ваше хвастовство и вашу несправедливость, на ваши пороки и вашу глупость». Второй вариант более развёрнутый, он показывает историческую обстановку в Александрии Египетской в 48 году до н. э. В стране два формальных соправителя, 16-летняя Клеопатра и её 10-летний брат Птолемей XIII. Александрию занимают легионы Цезаря. В городе паника, которая усугубляется исчезновением царицы Клеопатры.
Действие первое. Юлий Цезарь в пустыне подходит к статуе Сфинкса. Появляется Клеопатра, которая решила спрятаться тут от римлян, и заговаривает с ним. Цезарь решает сделать девочку орудием проведения римской политики, он требует от неё проявить решительность и стать настоящей царицей. Клеопатра неуверенно обещает попробовать. Они уходят во дворец, где Цезарь учит её вести себя по-царски; в результате в Клеопатре просыпаются самомнение и жестокость. Во дворец вступают римские солдаты, приветствуя своего военачальника, и Клеопатра наконец понимает, кто рядом с ней.
Действие второе. Нижний зал дворца. Птолемей Дионис, младший брат Клеопатры, выражает Цезарю своё недовольство римским вмешательством. Цезарь требует от Египта уплаты налога и утверждения Клеопатры царицей, угрожая в противном случае применить силу. Недовольные египтяне уходят, в городе поднимается восстание. Римский гарнизон захватывает остров Фарос и укрепляется там, повстанцы осаждают остров.
Действие третье. Набережная перед дворцом с видом на остров Фарос, Появляется сицилиец Аполлодор, патриций, любитель искусства. Из дворца выходит Клеопатра и требует доставить её на остров к Цезарю, однако солдаты запрещают ей это. Тогда Клеопатра придумывает хитрый план: велит Аполлодору завернуть себя в ковёр и тайно доставить на Фарос под видом драгоценного подарка. Плану сопутствует успех, но в это время начинается штурм острова, и всем приходится спасаться вплавь. 
Действие четвёртое. Прошло полгода. Опекун Птолемея Потин, пленник Цезаря, интригует против Клеопатры. Царица, узнав об этом, приходит в ярость и приказывает своей преданной служанке Фтататите убить Потина, что та и исполняет. Возмущённые горожане поднимают новый бунт. Цезаря спасает приход войск его союзника, Митридата Пергамского. Цезарь отправляется на встречу с Митридатом, а его оруженосец Руфий убивает Фтататиту. Цезарь одобряет действия Руфия. Восстание подавлено, царь Птолемей погиб, Клеопатра становится полновластной царицей.
Действие пятое. Цезарь готовится к возвращению в Рим. Клеопатре он обещает прислать взамен себя Марка Антония, который несколько лет назад произвёл на неё неизгладимое впечатление. Римские солдаты салютуют и кричат: «Слава Цезарю!»

## Идейно-художественные мотивы
В своих комментариях Бернард Шоу раскрывает две основные цели данной пьесы. Первая: изобразить в лице Цезаря идеального правителя, мудрого, дальновидного, реалистичного, снисходительного к человеческим слабостям, искренне озабоченного благом и прогрессом народа и государства. По признанию Шоу, на него произвела большое впечатление книга Теодора Моммзена «История Рима», и персонаж Шоу точно соответствует изображению Цезаря в этой книге. Моммзен писал:

Цезарь был до мозга костей реалистом и человеком рассудка, и всё, что он предпринимал или делал, было проникнуто той гениальной трезвостью, которая составляет его глубочайшее своеобразие. Ей он обязан своим умением жить действительностью, не сбиваясь с пути из-за воспоминаний или ожиданий; той многосторонностью, с которой он схватывал всё и управлял всем, что разум в силах понять, а воля — вынудить…; ей он обязан был той замечательной весёлостью, которая ему не изменяла ни в хорошие, ни в худые минуты; ей же, наконец, обязан он был совершенной самостоятельностью, которая не давала взять над ним верх никакому любимцу или любовнице, даже никакому другу. 
Но из этой же ясности ума проистекало то, что Цезарь никогда не строил себе иллюзий относительно силы судьбы и могущества человека; покрывала, деликатно скрывающего от людей недостатки их деятельности, для него не существовало… Как охотно, даже будучи уже монархом, он ни ухаживал за женщинами, они были для него только игрушкой, и он не давал им приобрести ни малейшего влияния над собой; даже столь известные отношения его к царице Клеопатре обусловлены стремлением замаскировать слабый пункт в его политическом положении.

Шоу позаимствовал у Моммзена даже ряд деталей, например, упоминания о лысине, сильно огорчавшей Цезаря.
Другая обозначенная автором цель пьесы — полемика со стилем Шекспира, которого Шоу неоднократно обвинял в дурновкусии, ограниченности, излишнем романтизме и других грехах:

Шекспировских Антония и Клеопатру совсем не приемлет истинный пуританин, а на нормального рядового гражданина они действуют как-то удручающе: Шекспир, правдиво обрисовав вначале погрязшего в разврате солдата и обыкновенную распутницу, в чьих объятиях погибают такие мужчины, затем вдруг могучей властью своей риторики и сценического пафоса придает театральную возвышенность злосчастному окончанию этой истории, внушая глупым зрителям, что его герои поступили красиво, отдав всё — весь мир — за любовь. Такую фальшь не может вытерпеть никто, кроме действительно существующих антониев и клеопатр (их можно встретить в любом кабаке), которые, разумеется, были бы рады, если бы какой-нибудь поэт преобразил их в бессмертных любовников…
В Цезаре я показываю характер, уже показанный до меня Шекспиром. Но Шекспир, так глубоко понимавший человеческую слабость, никогда не понимал, что такое человеческая сила цезаревского типа. Его Цезарь - это общепризнанная неудача; его Лир - непревзойденный шедевр… Цезарь был вне возможностей Шекспира и недоступен пониманию эпохи, у истоков которой стоял Шекспир и которая теперь быстро клонится к упадку.

Цезарь у Шоу строго рационален, трезво судит о людях и обстоятельствах — и в этом главная причина его успеха, именно эта черта ставит его далеко выше всех окружающих. Ради этой идеи драматург даже отбросил тот исторический факт, что Клеопатра была любовницей Цезаря и родила от него сына, которому дала имя Цезарион. Другое отступление Шоу от исторической реальности — в конце пьесы Цезарь расстался с Клеопатрой, хотя в действительности взял её с собой в Рим.
Несмотря на очевидное влияние Моммзена, пьеса Шоу — не иллюстрация к «Истории Рима» или к личным политическим взглядам Шоу. Персонажи пьесы выведены ярко и художественно достоверно. Дополнительную юмористическую окраску придают пьесе реплики секретаря Британа, пародирующие высокомерие и ограниченность викторианской знати конца XIX века.

## Критика
В письме Форбс-Робертсону (1903) Шоу предсказал, что пьеса несомненно станет классикой, и не ошибся. Критики отмечают великолепный красочный язык пьесы, искрящееся остроумие диалогов, традиционные для Шоу антивоенные мотивы.
Отзыв биографа Хескета Пирсона:

«Цезарь и Клеопатра» — единственная пьеса Шоу, оказавшая громадное влияние на современную ему литературу: отсюда начинается здравый и юмористический подход к исторической теме. В этом смысле значение его работы трудно переоценить

## Русские переводы
- С. П. Бобров и М. П. Богословская — в шеститомнике «Полное собрание пьес Бернарда Шоу» и в двухтомнике «Избранные пьесы».
- Елена Голышева — в сборнике пьес Шоу «Пигмалион», 2007, ISBN 978-5-91181-516-5.

## Некоторые постановки в СССР и в России
Первыми в России (1909 год) «Цезаря и Клеопатру» представил московский Малый театр. Отдельные мотивы пьесы использовал А. Я. Таиров в спектакле Камерного театра «Египетские ночи» (1934). В 1964 году пьесу поставил театр имени Моссовета, в главной роли был Ростислав Плятт.
В 2010 году композитор Александр Журбин и Жанна Жердер создали на основе пьесы Шоу одноимённый мюзикл, в главной роли выступил Герард Васильев.

## Экранизации
- «Цезарь и Клеопатра (фильм, 1945)» — фильм Габриэля Паскаля
- «Цезарь и Клеопатра (фильм, 1964)» — фильм Ханса-Дитера Шварце (Hans Dieter Schwarze)
- «Цезарь и Клеопатра (фильм, 1969)» — фильм Ульриха Эрфурта (Ulrich Erfurth)
- «Цезарь и Клеопатра (фильм, 1979)» — фильм Александра Белинского
- «Цезарь и Клеопатра (фильм, 2009)» — фильм Деса МакАнуффа (Des McAnuff)